# 쓸개
쓸개(gallbladder, cholecyst) 또는 쓸개 주머니 또는 담낭(膽囊)은 길이가 약 7 ~ 10cm, 굵기가 약 4cm 정도 되는 주머니 모양 기관으로, 간의 아래쪽에 붙어 있다. 간에서 나온 온간관은 도중에 둘로 갈라져 그중 하나는 샘창자로 열리고(온쓸개관), 또 하나는 쓸개에 들어간다(쓸개주머니관). 간에서 분비된 쓸개즙은 쓸개로 들어가서 약 6-10배로 농축되어 저장된다. 이 쓸개즙은 음식을 먹기 시작하면 30분 내에 전부 방출되며, 그런 뒤에는 간에서 나온 엷은 쓸개즙이 직접 분비된다. 담석(膽石) 등으로 인해 쓸개를 제거해도 소화에는 거의 영향이 없다.
콜레스테롤이나 빌리루빈(헤모글로빈 분해의 산물) 등의 불용성 물질로 인해 만들어지는 담석이 쓸개에 영향을 미칠 수 있다. 담석은 특히 배의 우측 상단에 격통을 유발할 수 있으며, 종종 쓸개절제술을 통해 쓸개를 제거하여 치료하기도 한다. 쓸개의 염증인 쓸개염은 담석, 감염, 자가 면역 질환과 같은 여러 원인으로 인해 발생한다.
쓸개는 여러 동물에서 볼 수 있으며 곰의 쓸개는 웅담(熊膽)이라고 부른다. 쓸개즙을 얻기 위해 사육되는 곰을 사육곰이라고 한다. 쥐, 사슴, 당나귀, 고래, 비둘기 등에는 쓸개가 없으며 쓸개즙이 바로 샘창자로 분비된다.

## 구조
쓸개는 간의 오른엽 아래쪽에 얕게 움푹 들어간 부분에 놓여 있는 기관으로 살아 있는 동안에는 청회색을 띈다. 성인의 쓸개는 완전히 팽창했을 때 길이는 7 ~ 10cm, 직경은 4cm 정도이다. 부피는 약 50mL이다.
쓸개는 배처럼 생겼으며 끝에는 쓸개주머니관으로 열리는 구멍이 있다. 쓸개주머니관 내부에는 관이 꼬이는 것을 방지하는 헤이스터 나선판막이 존재한다. 바닥(fundus), 몸통(body), 목(neck)의 세 가지 부분으로 쓸개를 나눈다. 쓸개바닥은 쓸개의 둥근 끝 부분으로 배벽과 마주하고 있다. 쓸개몸통은 간 아랫면의 오목한 부분에 놓여 있다. 쓸개목은 점점 폭이 가늘어지며 쓸개길의 일부인 쓸개주머니관으로 연속된다. 쓸개오목(gallbladder fossa)은 간구역 IVB와 V가 접하는 부분의 아랫면에 쓸개바닥과 몸통이 접하며 오목하게 된 부분이다. 쓸개주머니관은 온간관과 합쳐져 온쓸개관이 된다. 쓸개목과 쓸개주머니관이 만나는 지점에서는 하트만 주머니(Hartmann's pouch)라고 하는 쓸개목이 팽대되어 형성된 점막 주름이 존재한다.
성인 카데바 해부를 통해 쓸개의 림프는 세 경로를 통해 운반된다는 사실을 알 수 있다. 각각의 경로는 (1) 쓸개-이자뒤(cholecysto-retropancreatic) 경로 (2) 쓸개-복장(cholecysto-celiac) 경로 (3) 쓸개-창자간막(cholecysto-mesenteric) 경로이다. 이 중 쓸개-이자뒤 경로가 주된 림프 운반 경로이다. 세 경로는 왼쪽 콩팥정맥 근처의 대동정맥림프절이나 대동맥주위림프절로 모인다.

### 미세해부학

정상 쓸개 벽을 현미경으로 관찰한 사진. H&E 염색.

쓸개 벽은 여러 개의 층으로 구성되어 있다. 쓸개 벽의 가장 안쪽 층은 단층원주상피로 둘러싸여 있으며, 상피세포에는 창자의 흡수세포와 비슷한 미세융모가 붙어 있다. 상피세포에 나 있는 미세융모를 솔가장자리라고 한다. 쓸개 벽 안쪽의 점막은 구부러지고 작게 돌출되어 점막주름(rugae)을 형성한다. 상피의 아래쪽에는 고유판, 근육층이 차례로 위치하며 바깥쪽에는 근육주위층(perimuscular layer)과 장막이 있다. 다른 위장관계의 기관들과 다르게 쓸개에는 점막근육이 존재하지 않으며, 근섬유가 개별 층으로 배열되지 않는다.
근육층은 점막 아래에 위치하며 평활근으로 이루어져 있다. 근섬유는 세로 방향, 비스듬한 방향, 가로 방향 등으로 주행하며 각 방향으로 가는 근섬유가 개별 층으로 나누어져 있지는 않다. 근육층의 근섬유는 수축하여 쓸개에서 쓸개즙을 내보낸다. 쓸개 벽에는 근육층으로 점막이 함입되어 형성되는 깊은 돌출부인 로키탄스키-아쇼프 굴(Rokitansky–Aschoff sinuses, RAS)이 특징적으로 존재하며, RAS는 샘근종증이라고 부르기도 한다. 근육층은 결합조직과 지방조직 층으로 둘러싸여 있다.
쓸개바닥이나 간과 맞닿지 않는 쓸개 면의 바깥층은 배막에 노출된 두꺼운 장막으로 둘러싸여 있다. 장막은 혈관과 림프관을 포함하고 있다. 간과 맞닿는 표면은 결합조직으로 덮여 있다.

### 변이

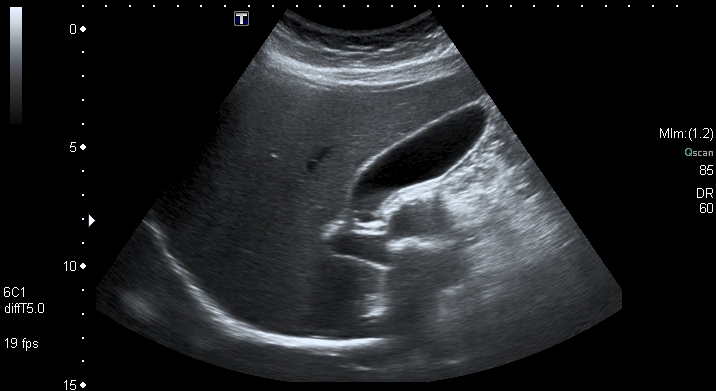
쓸개와 온쓸개관을 보이게 촬영한 복부 초음파 검사.

쓸개의 크기, 모양, 위치는 사람마다 다르다. 드물게는 쓸개가 두 개, 심지어는 세 개 존재할 수 있다. 여러 개의 쓸개는 따로 쓸개관으로 쓸개즙을 배출할 수도 있고, 쓸개관으로 가는 공통된 가지를 공유할 수도 있다. 쓸개가 제대로 형성되지 못하거나 사이막에 의해 쓸개가 두 엽으로 나누어질 수도 있다. 이러한 기형들은 기능에 영향을 미치지 않고 일반적으로 증상을 나타내지 않는다.
쓸개의 간에 대한 위치도 달라질 수 있다. 기록된 쓸개 위치의 변이로는 간의 위쪽에 있는 경우, 간의 왼쪽 측면에 있는 경우, 간의 뒤쪽에 있는 경우, 간과 분리되어 있는 경우, 간에 매달린 경우 등이 있다. 이러한 변이들은 매우 드문데, 1886년에서 1998년까지 간의 왼쪽에 쓸개가 놓인 사례가 과학 문헌에 보고된 것은 110건으로 연간 1건 미만이었다.
프리기안 캡이라는 해부학적 변이가 발생할 수 있다. 이 변이는 쓸개바닥에 접힌 부분이 생기는 변이이며 프리기아 모자를 닮아 이런 이름이 붙여졌다.

## 발생
쓸개는 배아 창자관의 내배엽성 돌출부에서 발생한다. 발생 초기에 사람의 배아는 세 개의 배엽을 가지고 있으며 배아 난황낭과 인접해 있다. 배아발생 2주가 되면 배아가 성장하면서 난황낭 일부를 둘러싸 덮게 된다. 배아로 덮인 부분은 성인 위장관계가 만들어지는 기반이 된다. 이러한 앞창자 일부는 식도, 위, 창자 등의 위장관계 기관들로 발달한다.
배아발생 4주가 되면 위가 회전한다. 원래 배아의 정중선에 놓여 있던 위는 회전하여 위의 몸통이 왼쪽에 위치하게 된다. 이렇게 위가 회전하면 위 바로 밑의 위장관 일부에도 영향을 미치며, 이 부분은 나중에 샘창자가 된다. 발생 4주가 끝날 때쯤 발생 중인 샘창자의 오른쪽 부분에서 간싹이라는 작은 주머니 구조가 튀어나오기 시작한다. 간싹은 이후 쓸개길이 된다. 간싹 바로 아래에는 또 다른 튀어나온 부분인 쓸개싹(cystic diverticulum)이 존재하는데, 쓸개싹이 최종적으로 쓸개로 발달한다.

## 기능
쓸개의 주된 기능은 음식에 포함된 지방을 소화하는 데에 필요한 쓸개즙을 보관하는 것이다. 쓸개즙은 간에서 만들어져 쓸개길을 따라 온간관을 거치고 최종적으로는 쓸개주머니관을 통해 쓸개로 들어가 보관된다. 쓸개 안에는 한번에 30 ~ 60mL의 쓸개즙을 보관할 수 있다.
지방을 포함한 음식이 위장관계로 들어오면 샘창자와 빈창자의 I세포에서 콜레시스토키닌(CCK)의 분비를 자극한다. 쓸개는 콜레시스토키닌에 반응하여 율동적으로 수축과 이완을 반복하고, 이로 인해 안의 내용물은 온쓸개관으로 이동해 최종적으로는 샘창자로 들어간다. 쓸개즙은 부분적으로 소화된 음식에 포함된 지방을 유화시켜 흡수를 돕는다. 쓸개즙의 주 성분은 물과 쓸개즙염이다. 한편 쓸개즙은 헤모글로빈 대사의 산물인 빌리루빈을 몸에서 제거하는 작용도 한다.
간에서 분비되고 쓸개에 저장될 때의 쓸개즙은 쓸개에서 분비될 때의 쓸개즙과 동일하지는 않다. 쓸개에 보관되는 동안 쓸개즙은 물과 전해질 일부가 제거되면서 3 ~ 10배 농축된다. 이러한 농축 과정은 쓸개 상피를 가로지르는 나트륨과 염소 이온의 능동수송에 의해 일어난다. 나트륨과 염소 이온이 능동수송되면 물과 다른 전해질이 재흡수될 수 있는 삼투압이 만들어진다.

## 임상적 중요성

### 담석

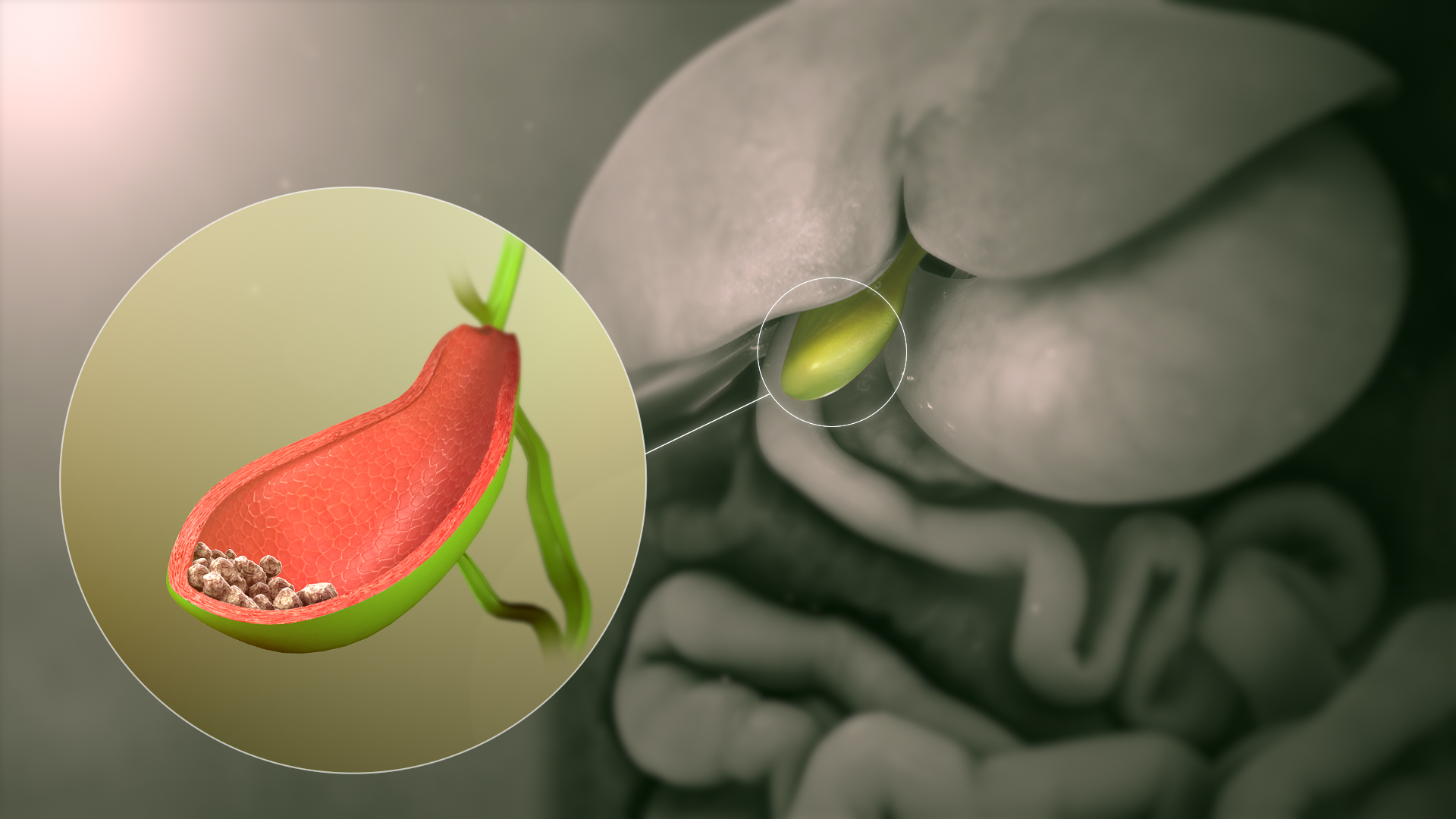
담석

쓸개즙이 포화되면 주로 콜레스테롤이나 빌리루빈으로 인해 담석이 만들어진다. 대부분의 담석은 쓸개에 남아 있든 쓸개길을 따라 이동하든 증상을 나타내지 않는다. 증상이 있다면 배의 오른쪽 윗부분에 심각한 급경련통(colicky pain)을 보이는 경우가 종종 있다. 담석이 쓸개를 막으면 염증이 생겨 쓸개염으로 이어질 수 있다. 담석이 쓸개길에 박히면 황달이 나타날 수도 있으며, 이자관을 막으면 이자염의 원인이 되기도 한다. 초음파 검사를 통해 담석을 진단할 수 있다. 증상이 나타나는 담석이 있다면 자연적으로 담석이 지나갈 때까지 기다리는 경우가 종종 있다. 담석 재발의 가능성이 있다고 판단되면 수술로 담석을 제거하는 것이 자주 고려되기도 한다. 우르소데옥시콜산 같은 약물이나 담석을 파괴하는 시술인 쇄석술도 이용된다.

### 염증
쓸개의 염증인 쓸개염인 담석으로 인해 관이 막히는 담석증으로 인해 흔히 발생한다. 쓸개즙이 흐르지 못하고 막히면 쌓이면서 쓸개 벽에 압력이 가해지고, 가해진 압력으로 인해 염증을 일으키는 인지질분해효소 등의 물질이 방출될 수 있다. 또한 세균 감염의 위험도 있다. 염증이 생긴 쓸개는 날카로운 국소 부위의 통증, 발열, 배의 오른쪽 위에서 나타나는 압통 등을 일으킬 수 있으며 머피 징후 양성 소견을 보이기도 한다. 휴식과 항생제(특히 세팔로스포린, 심한 경우에는 메트로니다졸)를 통해 쓸개염을 관리한다. 염증이 많이 진행된 상태라면 쓸개를 수술을 통해 제거해야 할 수 있다.

### 절제
쓸개절제술은 쓸개를 제거하는 수술이다. 담석이 재발하는 경우 쓸개를 제거하기도 하며 응급 상황이 아니므로 예정수술로 간주된다. 개복술이나 복강경을 이용한다. 수술 시 쓸개목에서 바닥 쪽으로 쓸개를 제거하여 쓸개즙이 간에서 쓸개길로 바로 운반될 수 있도록 만든다. 수술을 받은 환자 중 30% 정도는 소화불량을 어느 정도 겪기도 하지만, 중증의 합병증은 훨씬 드물다. 수술 사례 중 10%의 경우에는 만성 질환인 쓸개절제술후증후군으로 이어진다.

### 합병증
쓸개관 손상은 쓸개관의 외상으로 인한 손상이다. 쓸개절제술로 인해 발생하는 의원성 합병증인 경우가 가장 흔하지만 다른 수술이나 사고로 인한 증증외상이 원인이 되기도 한다. 쓸개관 손상의 위험성은 개복술보다 복강경으로 수술을 진행했을 때 더 높다. 쓸개관 손상을 제시간에 진단하지 못하고 제대로 치료하지 못한다면 여러 합병증, 심지어는 죽음에 이를 수 있다. 이상적으로는 내시경, 영상의학, 수술 시설과 전문가가 있는 곳에서 쓸개관 손상을 치료해야 한다.
답즙종은 복강 내에 쓸개즙이 모인 것이다. 쓸개즙이 새어 나오면 담즙종이 생길 수 있는데, 쓸개절제술 이후에 0.3 ~ 2%의 발생률을 보인다. 다른 담즙종의 원인에는 쓸개길 수술, 간 생검, 복부 외상, 드물게는 자발적 천공(spontaneous perforation)이 있다.

### 암
쓸개의 암은 흔하지 않으며 대부분 나이가 들고 발병한다. 암이 발생하는 경우 대부분 쓸개 표면을 싸고 있는 샘에서 샘암종이 생긴다. 담석은 암의 형성과 관련된 것으로 생각된다. 다른 위험 인자에는 1cm보다 큰 쓸개폴립이나 석회화가 많이 일어난 석회쓸개가 있다.
쓸개암은 담도성 통증, 황달(피부가 노랗게 변함), 체중 감소 등의 원인이 된다. 배에서 쓸개가 비대해진 것을 느낄 수 있는 경우도 있다. 간기능 검사 수치, 특히 감마글루타밀트랜스퍼레이스(GGT)와 알칼리성 인산가수분해효소(ALP) 수치가 올라가기도 한다. 영상의학 검사로는 초음파나 CT 스캔을 선택지로 고려할 수 있다. 쓸개암은 쓸개를 절제하여 치료하지만 2010년 기준으로 예후는 아직 좋지 못하다. 미국 암협회에 따르면 2011년에서 2017년 사이에 확진 판정을 받은 쓸개암 환자의 5년 생존율은 19%였다.
쓸개절제술 이후에 쓸개암을 우연히 발견하기도 하며 이렇게 확인되는 경우의 비율은 전체 쓸개암의 1 ~ 3% 정도이다. 쓸개폴립은 쓸개 벽의 양성 증식, 혹은 증식과 닮은 병변으로 크기가 1cm보다 큰 경우에는 암과 관련된다. 콜레스테롤 폴립은 종종 쓸개 콜레스테롤 침착증(과도한 콜레스테롤에 의한 쓸개 벽의 변화, "딸기 쓸개")과 관련되어 있으며, 증상이 없는 경우가 자주 있으므로 쓸개암과 마찬가지로 수술 중 발견되기도 한다.

### 검사

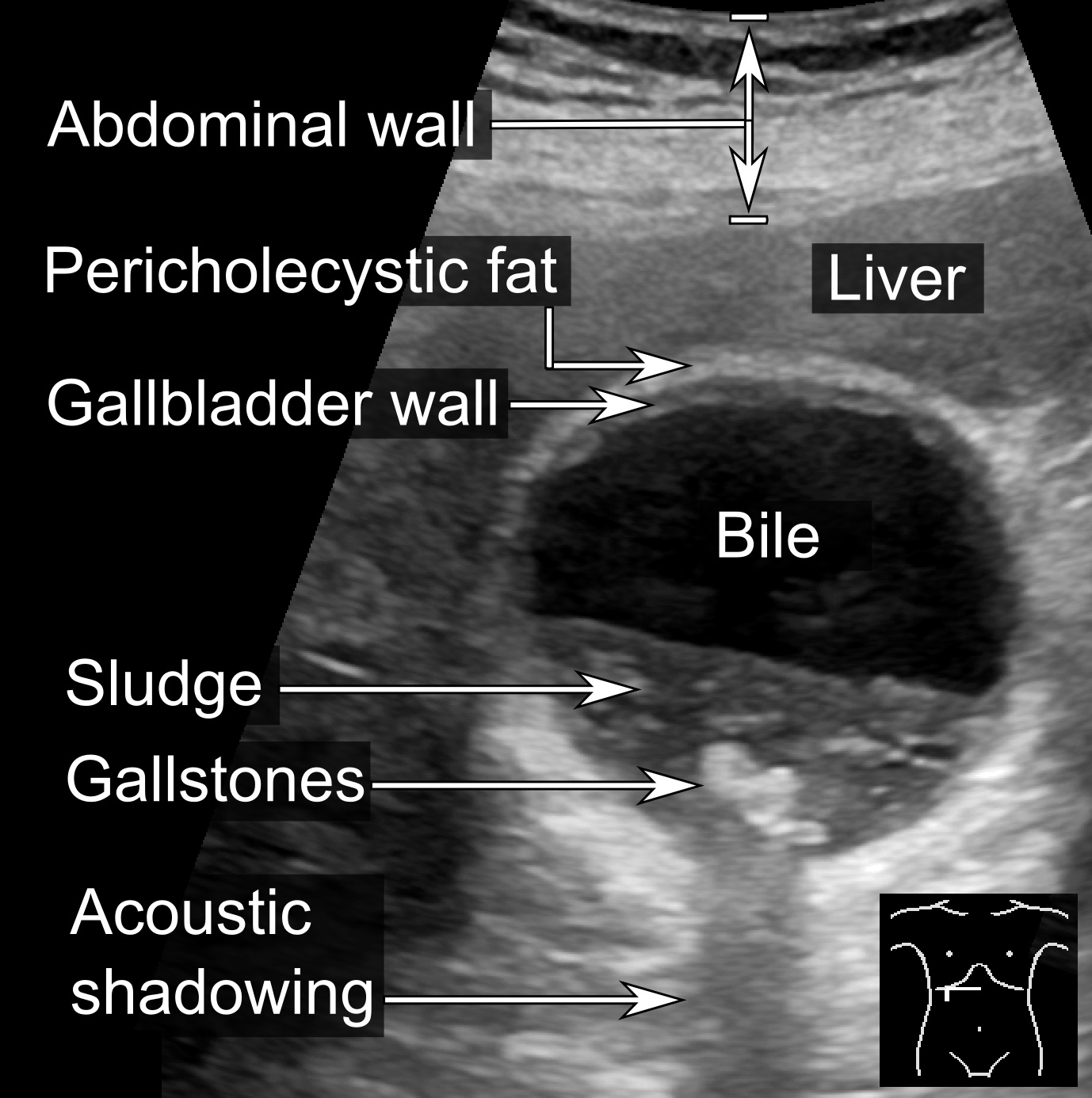
쓸개즙찌꺼기와 담석이 보이는 복부 초음파 검사.

쓸개 질환을 진단하기 위해 사용하는 검사에는 혈액 검사나 영상 촬영이 있다. 일반 혈액 검사는 염증이나 감염의 소견인 백혈구 수 증가를 알아낼 수 있다. 빌리루빈이나 간기능 검사로는 염증이 쓸개길이나 쓸개, 간의 염증과 관련이 있는지 밝힐 수 있으며, 이자염이 있을 경우 라이페이스나 아밀레이스 수치가 올라가 있을 수 있다. 빌리루빈은 쓸개즙의 흐름이 막힌 경우 올라간다. 담도암 진단을 위해 CA19-9 수치를 측정하기도 한다.
담석이 의심될 때는 초음파를 영상의학 검사 중 가장 먼저 실시하는 경우가 종종 있다. 복부 X선과 CT 스캔은 쓸개와 주변 장기들을 조사하는 데에 사용되는 다른 영상의학 기술들이다. 자기공명쓸개이자조영술(MRCP), 내시경역행쓸개이자조영술(ERCP), 경피 또는 수술중 쓸개관조영술 등도 또 다른 선택지가 된다. 쓸개관섬광조영술은 쓸개의 상태를 평가하기 위한 핵의학 기술이다.

## 다른 동물들에서
대부분의 척추동물은 쓸개가 있지만 쓸개관의 형태와 배열은 상당히 다양하다. 예를 들어 사람에서는 하나의 온쓸개관이 발견되는 것과 달리 많은 종에서는 창자로 가는 여러 개의 쓸개관이 나타난다. 포유류에 속한 여러 종(말, 사슴, 쥐, 라마족, 당나귀, 낙타, 코끼리, 코뿔소, 고래 등), 여러 종의 새(비둘기, 일부 앵무아과의 종 등), 칠성장어목, 모든 무척추동물은 쓸개가 없다. 간이 커지는 만큼 쓸개가 커져야 되는데 고래, 코끼리, 코뿔소 등 덩치가 큰 포유류의 경우 해부학적 구조가 특이하여 쓸개가 없는 경우가 있다. 또한 이들은 담즙알코올이 간에서 많이 합성된다.
여러 종의 곰에서 얻은 쓸개즙은 중의학에서 사용된다. 사육곰은 쓸개즙을 얻기 위해 잡혀서 사육되는 곰으로 동물 학대가 특징적으로 나타나는 산업이다. 곰의 쓸개를 건조시켜 만든 약재를 웅담(熊膽)이라고 한다.

## 역사
기원전 2000년경 만들어진 바빌로니아의 찰흙 모형이나 기원전 200년경 만들어진 고대 에트루리아 문명의 모형에서는 쓸개와 쓸개길을 묘사하였으며, 이 모형들은 신적인 숭배와 관련하여 사용되었다.
기원전 1500년경 테베의 아메넨 공주(Princess Amenen) 미라에서 발견된 여러 개의 담석들을 통해 쓸개 질환은 고대 시대부터 존재했다는 사실이 알려져 있다. 일부 역사학자들은 알렉산드로스 3세의 죽음이 급성 쓸개염과 관련이 있을 수 있다고 생각한다. 쓸개의 존재는 5세기부터 알려졌지만 쓸개의 기능과 질환이 기록된 것은 비교적 최근의 일이며 특히 19세기, 20세기에 많은 기록이 만들어졌다.
담석에 대한 설명은 르네상스 시대에 처음 나타난 것으로 보이는데, 예전에는 육류보다 곡물과 야채 위주의 식사를 했던 것이 원인일 수 있다. 안토니우스 베네비니우스(Anthonius Benevinius)는 1506년 증상과 담석의 존재 간에 연관성을 처음으로 밝혔다. 루트비히 게오르크 쿠르부아지에(Ludwig Georg Courvoisier)는 1890년 여러 가지 사례를 조사한 뒤, 쓸개가 비대해져 있고 압통이 없다면 황달의 원인이 담석일 가능성은 낮다는 쿠르부아지에 법칙을 제시했다.
담석을 수술적으로 제거(담석절제술)한 것은 1676년 배벽의 쓸개길샛길에서 담석을 제거한 의사 조에니시우스(Joenisius)였다. 최초의 기록이 남은 쓸개창냄술을 수행한 것은 1867년의 스토 홉스(Stough Hobbs)였으나 18세기 중반 프랑스의 외과의였던 장루이 프티(Jean-Louis Petit)가 먼저 쓸개창냄술에 대해 기술했다. 독일의 외과의 카를 랑겐부흐(Carl Langenbuch)는 1882년 담석증 환자를 대상으로 쓸개절제술을 처음으로 시행했다. 이전의 수술은 담석을 내보내기 위해 샛길을 만드는 데에 주력했다. 랑겐부흐는 쓸개가 없는 여러 다른 포유류 종들을 근거로 사람도 쓸개 없이 생존할 수 있으리라 추론했다.
쓸개 전체를 절제할지, 또는 담석만 절제할지에 관한 논쟁은 1920년대에 쓸개 절제 쪽이 더 선호된다는 합의가 나오며 해결되었다. 한편 20세기 중후반이 되어서야 쓸개를 보기 위해 조영제나 CT 스캔 등의 영상의학 기술이 활용되기 시작했다. 복강경을 통한 쓸개절제술은 1985년 독일에서 에리히 뮈헤(Erich Mühe)가 처음으로 시행하였으나, 종종 프랑스 외과의인 필리프 무레(Phillipe Mouret)나 프랑수아 뒤부아(Francois Dubois)가 각각 1987년과 1988년에 시행한 수술을 최초로 보기도 한다.

## 사회와 문화
'Gall'이 들어가면 대담한 태도에 관한 의미를, 'bile'이 들어가면 쓴맛과 관련된 의미를 갖게 된다. 한국에서도 '쓸개'는 '대담'과 '줏대'를 상징하는 말로 사용된다. '담력'(膽力)이나 '대담'(大膽)과 같은 한자어에서는 '담대함'이라는 의미를, '쓸개 빠진 놈'과 같은 관용 표현에서는 '줏대'라는 의미를 확인할 수 있다.
중국어에서 쓸개(膽)는 용기와 관련되어 쓰이며 많은 관용구에 들어간다. 관용구의 예시에는 '용감한 사람'을 뜻하는 渾身是膽(혼신시담)이나, '일당백의 영웅'을 뜻하는 孤膽英雄(고담영웅)이 있다.
중의학의 오장육부 이론에서는 쓸개가 소화에 관여할 뿐만 아니라 결정을 내리는 역할을 한다고 본다. 한의학에서는 공포나 놀람과 관계가 있는 내장으로 간, 쓸개, 위, 심장 등을 들고 있다. 이 중 간과 쓸개를 함께 쓴 '간담'(肝膽)은 속마음을 비유적으로 일컫는 말로, '간담이 서늘하다'는 뜻밖의 일을 당하거나 놀랐을 때 사용하는 표현이다.

## 같이 보기
- 쓸개암
- 와신상담

## 참고 문헌
1. ↑  Ginsburg, Ph.D., J.N. (August 22, 2005). 〈Control of Gastrointestinal Function〉.   Thomas M. Nosek, Ph.D. 《Gastrointestinal Physiology》. Essentials of Human Physiology. Augusta, Georgia, United States: Medical College of Georgia. p. 30쪽. April  1, 2008에 원본 문서에서 보존된 문서. June 29, 2007에 확인함.
2. ↑  대한의협 의학용어 사전, 대한해부학회 의학용어 사전 https://www.kmle.co.kr/search.php?Search=gallbladder&EbookTerminology=YES&DictAll=YES&DictAbbreviationAll=YES&DictDefAll=YES&DictNownuri=YES&DictWordNet=YES
3. 1 2 3 4 5 6 7 8 9 10 11  Standring S, Borley NR, 편집. (2008). 《Gray's Anatomy : The Anatomical Basis of Clinical Practice》. Brown JL, Moore LA 40판. London: Churchill Livingstone. 1187-81쪽. ISBN 978-0-8089-2371-8.
4. ↑  Jon W. Meilstrup (1994). 《Imaging Atlas of the Normal Gallbladder and Its Variants》. Boca Raton: CRC Press. 4쪽. ISBN 978-0-8493-4788-7.
5. ↑  Nagral, Sanjay (2005). “Anatomy relevant to cholecystectomy”. 《Journal of Minimal Access Surgery》 1 (2): 53–8. doi:10.4103/0972-9941.16527. PMC 3004105. PMID 21206646.
6. ↑  Hwang, Jiyoung (2020년 5월 30일). “Ultrasound of the Gallbladder”. 《Clinical Ultrasound》 (영어) 5 (1): 6–16. doi:10.18525/cu.2020.5.1.6. ISSN 2465-7786.
7. ↑  Shakelford's Surgery of Alimentary Tract, ed.7. 2013
8. ↑  Khan KS, Sajid MA, McMahon RK, Mahmud S, Nassar AHM (2020). “Hartmann's Pouch Stones and Laparoscopic Cholecystectomy: The Challenges and the Solutions”. 《JSLS》. doi:10.4293/JSLS.2020.00043. PMC 7434399. PMID 32831544.
9. ↑  Ito, M.; Mishima, Y.; Sato, T. (1991). “An anatomical study of the lymphatic drainage of the gallbladder”. 《Surgical and radiologic anatomy: SRA》 13 (2): 89–104. doi:10.1007/BF01623880. ISSN 0930-1038. PMID 1925922.
10. ↑  Ito, Masashi; Mishima, Yoshio (1994년 6월 1일). “Lymphatic drainage of the gallbladder”. 《Journal of Hepato-Biliary-Pancreatic Surgery》 (영어) 1 (3): 302–308. doi:10.1007/BF02391086. ISSN 1436-0691.
11. ↑  “Definition of BRUSH BORDER” (영어). 2022년 8월 11일에 확인함.
12. 1 2 3  Young, Barbara;  외. (2006). 《Wheater's functional histology: a text and colour atlas》 5판. [Edinburgh?]: Churchill Livingstone/Elsevier. 298쪽. ISBN 978-0-443-06850-8.
13. ↑  Ross, M.; Pawlina, W. (2011). 《Histology: A Text and Atlas》 6판. Lippincott Williams & Wilkins. 646쪽. ISBN 978-0-7817-7200-6.
14. ↑  Cariati, Andrea; Cetta, Francesco (2003년 7월). “Rokitansky-Aschoff sinuses of the gallbladder are associated with black pigment gallstone formation: a scanning electron microscopy study”. 《Ultrastructural Pathology》 27 (4): 265–270. doi:10.1080/01913120309913. ISSN 0191-3123. PMID 12907372.
15. ↑  Leeuw, Th.G.; Verbeek, P.C.M.; Rauws, E.A.J.; Gouma, D.J. (September 1995). “A double or bilobar gallbladder as a cause of severe complications after (laparoscopic) cholecystectomy”. 《Surgical Endoscopy》 9 (9): 998–1000. doi:10.1007/BF00188459. PMID 7482221. S2CID 2581053.
16. ↑  Segura-Sampedro, JJ; Navarro-Sánchez, A; Ashrafian, H; Martínez-Isla, A (February 2015). “Laparoscopic approach to the intrahepatic gallbladder. A case report.”. 《Revista Espanola de Enfermedades Digestivas》 107 (2): 122–3. PMID 25659400. March 4, 2016에 원본 문서에서 보존된 문서.
17. ↑  Dhulkotia, A; Kumar, S; Kabra, V; Shukla, HS (2002년 3월 1일). “Aberrant gallbladder situated beneath the left lobe of liver”. 《HPB》 4 (1): 39–42. doi:10.1080/136518202753598726. PMC 2023911. PMID 18333151.
18. ↑  Naganuma, S.; Ishida, H.; Konno, K.; Hamashima, Y.; Hoshino, T.; Naganuma, H.; Komatsuda, T.; Ohyama, Y.; Yamada, N.; Ishida, J.; Masamune, O. (2014년 3월 6일). “Sonographic findings of anomalous position of the gallbladder”. 《Abdominal Imaging》 23 (1): 67–72. doi:10.1007/s002619900287. PMID 9437066. S2CID 30176379.
19. ↑  Meilstrup JW; Hopper KD; Thieme GA (December 1991). “Imaging of gallbladder variants”. 《AJR Am J Roentgenol》 157 (6): 1205–8. doi:10.2214/ajr.157.6.1950867. PMID 1950867.
20. 1 2 3  Gary C. Schoenwolf;  외. (2009). 《Larsen's human embryology》 Thoroughly rev. a updat 4판. Philadelphia: Churchill Livingstone/Elsevier. Development of the Gastrointestinal Tract쪽. ISBN 978-0-443-06811-9.
21. ↑  Standring S, Borley NR, 편집. (2008). 《Gray's anatomy : the anatomical basis of clinical practice》. Brown JL, Moore LA 40판. London: Churchill Livingstone. 1163,1177,1185–6쪽. ISBN 978-0-8089-2371-8.
22. 1 2 3  Hall, Arthur C. Guyton, John E. (2005). 《Textbook of medical physiology》 11판. Philadelphia: W.B. Saunders. 802–804쪽. ISBN 978-0-7216-0240-0.
23. ↑  KO, CYNTHIA (2005). “Biliary Sludge Is Formed by Modification of Hepatic Bile by the Gallbladder Mucosa”. 《Clinical Gastroenterology and Hepatology》 3 (7): 672–8. doi:10.1016/s1542-3565(05)00369-1. PMID 16206500.
24. ↑  Meyer, G.; Guizzardi, F.; Rodighiero, S.; Manfredi, R.; Saino, S.; Sironi, C.; Garavaglia, M. L.; Bazzini, C.; Bottà, G. (June 2005). “Ion transport across the gallbladder epithelium”. 《Current Drug Targets. Immune, Endocrine and Metabolic Disorders》 5 (2): 143–151. doi:10.2174/1568008054064805. ISSN 1568-0088. PMID 16089346.
25. 1 2 3  “Cholelithiasis - Hepatic and Biliary Disorders - MSD Manual Professional Edition”. 《MSD Manual Professional Edition》 (오스트레일리아 영어). 2017년 10월 18일에 확인함.
26. 1 2 3 4 5 6 7 8 9 10 11 12 13 14 15 16 17  Nicki R. Colledge; Brian R. Walker; Stuart H. Ralston, 편집. (2010). 《Davidson's principles and practice of medicine》 21판. Edinburgh: Churchill Livingstone/Elsevier. 977–984쪽. ISBN 978-0-7020-3085-7.
27. ↑  Neri V; Ambrosi A; Fersini A; Tartaglia N; Valentino TP (2007). “Antegrade dissection in laparoscopic cholecystectomy”. 《Journal of the Society of Laparoendoscopic Surgeons》 11 (2): 225–8. PMC 3015719. PMID 17761085.
28. ↑  nhs.uk, Complications of a gallbladder removal 보관됨 2017-09-20 - 웨이백 머신
29. ↑  VK Kapoor (2007), “Bile duct injury repair: when? what? who?”, 《Journal of Hepato-Biliary-Pancreatic Surgery》 14 (5): 476–479, doi:10.1007/s00534-007-1220-y, PMID 17909716
30. ↑  Norton J. Greenberger;  외. (2009), 〈Endoscopic Management of Acute Biliary & Pancreatic Conditions〉, 《Gastroenterology, Hepatology, and Endoscopy》, Current Medical Diagnosis and Treatment, 355–356쪽
31. ↑  “Survival Rates for Gallbladder Cancer”. 《미국 암협회》 (영어). 2022년 8월 12일에 확인함.
32. ↑  “Gallbladder Polyps”. 《MayoClinic》. 2015년 3월 19일에 확인함.
33. ↑  Strawberry gallbladder – cancerweb.ncl.ac.uk.
34. ↑  “HIDA scan - Overview”. 《Mayo Clinic》 (영어). 2017년 10월 18일에 확인함.
35. ↑  C. Michael Hogan. 2008. Guanaco: Lama guanicoe, GlobalTwitcher.com, ed. N. Strömberg 보관됨 3월 4, 2011 - 웨이백 머신
36. ↑  Higashiyama, H; Sumitomo, H; Ozawa, A; Igarashi, H; Tsunekawa, N; Kurohmaru, M; Kanai, Y (2016). “Anatomy of the Murine Hepatobiliary System: A Whole-Organ-Level Analysis Using a Transparency Method”. 《The Anatomical Record》 299 (2): 161–172. doi:10.1002/ar.23287. PMID 26559382.
37. ↑  Arbab Sikandar. “Morphophysiological Study of Gastrointestinal Tract of the Donkey (Equus asinus)” (영어). doi:10.5772/intechopen.92722. 2022년 8월 12일에 확인함.
38. 1 2  Turumin, J. L.; Shanturov, V. A.; Turumina, H. E. (2013년 7월 1일). “The role of the gallbladder in humans”. 《Revista de Gastroenterología de México》 (영어) 78 (3): 177–187. doi:10.1016/j.rgmx.2013.02.003. ISSN 2255-534X.
39. ↑  Romer, Alfred Sherwood; Parsons, Thomas S. (1977). 《The Vertebrate Body》. Philadelphia, PA: Holt-Saunders International. 355쪽. ISBN 978-0-03-910284-5.
40. ↑  Hagey, L. R.; Vidal, N.; Hofmann, A. F.; Krasowski, M. D. (2010). “Complex Evolution of Bile Salts in Birds”. 《The Auk》 127 (4): 820–831. doi:10.1525/auk.2010.09155. PMC 2990222. PMID 21113274.
41. ↑  Actman, Jani (2016년 5월 5일). “Inside the Disturbing World of Bear-Bile Farming”. 《National Geographic》. 2017년 10월 23일에 확인함.
42. ↑  Hance, Jeremy (2015년 4월 9일). “Is the end of 'house of horror' bear bile factories in sight?”. 《The Guardian》. 2017년 10월 23일에 확인함.
43. ↑  “웅담”. 《한국민족문화대백과》. 2022년 8월 12일에 원본 문서에서 보존된 문서. 2022년 8월 12일에 확인함.
44. 1 2 3 4 5 6 7 8 9 10  Eachempati, Soumitra R.; II, R. Lawrence Reed (2015). 《Acute Cholecystitis》 (영어). Springer. 1–16쪽. ISBN 9783319148243.
45. 1 2 3 4  Jarnagin, William R. (2012). 《Blumgart's Surgery of the Liver, Pancreas and Biliary Tract E-Book: Expert Consult - Online》 (영어). Elsevier Health Sciences. 511쪽. ISBN 978-1455746064.
46. 1 2 3  Bateson, M. C. (2012). 《Gallstone Disease and its Management》 (영어). Springer Science & Business Media. 1–2쪽. ISBN 9789400941731.
47. ↑  Reynolds, Walker (January–March 2001). “The First Laparoscopic Cholecystectomy”. 《Journal of the Society of Laparoendoscopic Surgeons》 5 (1): 89–94. PMC 3015420. PMID 11304004.
48. ↑  J. A. Simpson (1989). 《The Oxford English dictionary》 2판. Oxford: Clarendon Press. gall, bile. ISBN 978-0-19-861186-8.
49. ↑  “쓸개 빠진 놈”. 2022년 8월 14일에 원본 문서에서 보존된 문서. 2022년 8월 14일에 확인함.
50. 1 2  Yu, Ning (2003년 1월 1일). “Metaphor, Body, and Culture: The Chinese Understanding of Gallbladder and Courage”. 《Metaphor and Symbol》 18 (1): 13–31. doi:10.1207/S15327868MS1801_2. S2CID 143595915.
51. ↑  “간담이 서늘하다와 대담하다”. 2022년 8월 14일에 원본 문서에서 보존된 문서. 2022년 8월 14일에 확인함.